# Marokanski Arapi
Marokanski Arapi, snažan arapski narod porijeklom iz Arapske pustinje koji su se kroz minula stoljeća postupno naseljavali kroz sjevernu Afriku. Populacija Marokanskih Arapa iznosi blizu 20.000,000 pred kraj 20 stoljeća. Po drugim podacima ima ih preko 13.00,000 u Maroku, 619,000 u Francuskoj, i drugdje gdje im je broj nešto niži. 
Među Marokanskim Arapima, koji inače govore posebnim arapskim jezikom kojega zovu 'darija' ili 'darijah', razlikuju se dvije posebne grupe. Prva je urbana, i etnički su pravi Arapi, i druga ruralna, arabizirani Berberi. Među arabiziranim Barberima postoji nekoliko klasa, i to plemići (navodni potomci Muhamedovi), veliki zemljoposjednici, seljaci i poljoprivrednici koji žive i rade na imanjima zemljoposjednika. Većinom su ruralni seljaci koji žive na atlantskom primorju Maroka. Uzgajivači su i veliki potrošači ječma, pšenice i drugih žitarica. U krajevima gdje vode ima nešto obilnije bave se i uzgojem rajčica, krumpira, graha i graška, raznog voća (grožđe, kruške, masline, naranče i breskve) a drže i kokoši, koze i ovce zbog mesa, jaja i mlijeka i proizvodnje maslaca.
Društvo marokanskih Arapa je patrijarhalno (dominacija muškarca) i patrilinearno (nasljeđe je po muškoj liniji). 
Odjeća se kao i kod drugih Arapa sastoji od pamučnih turbana i dugih bezrukavnih tunika poznatih kao djellaba (جلابة).
Vjera: muslimanska.